# Coleophora traugotti
Coleophora traugotti é uma espécie de mariposa do gênero Coleophora pertencente à família Coleophoridae.